# Placówka Straży Celnej „Masłowo”

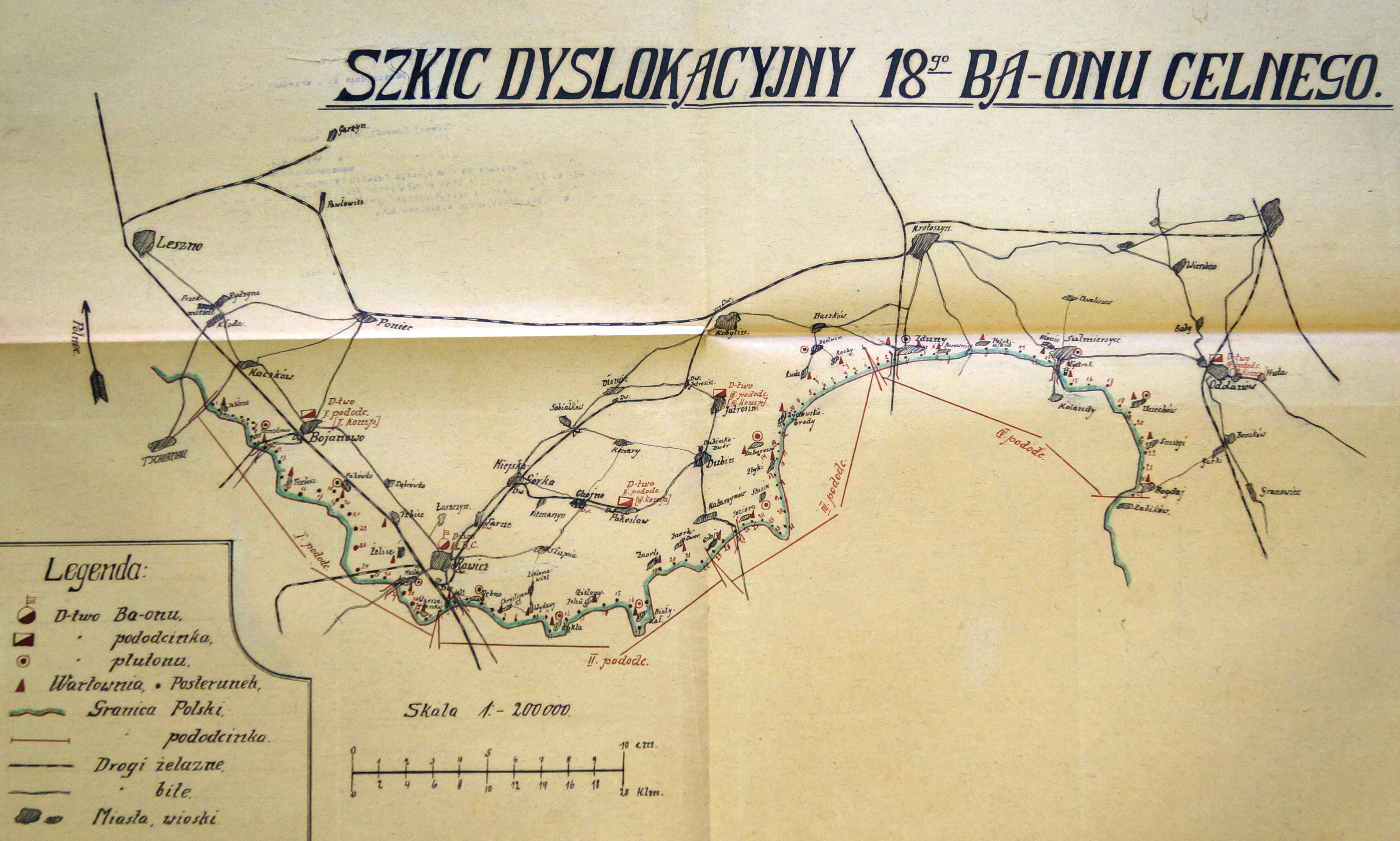
Szkic rozmieszczenia 18 batalionu celnego „Rawicz”

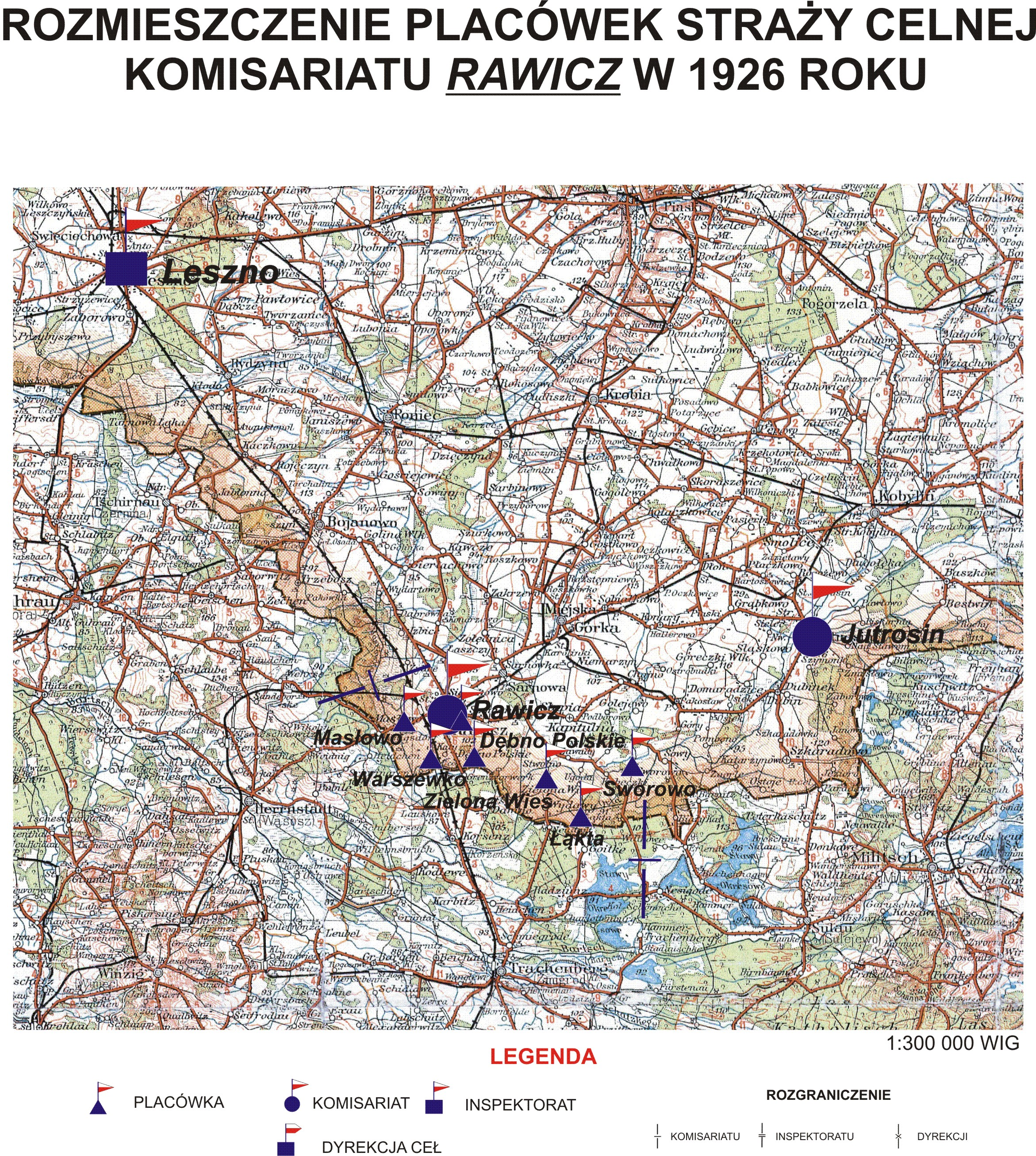
Rozmieszczenie placówek Straży Celnej Komisariatu Rawicz w 1926

Placówka Straży Celnej „Masłowo” – jednostka organizacyjna Straży Celnej pełniąca w okresie międzywojennym służbę ochronną na granicy polsko-niemieckiej.

## Formowanie i zmiany organizacyjne
Na wniosek Ministerstwa Skarbu, uchwałą z 10 marca 1920 roku, powołano do życia Straż Celną. Jednostki Straży Celnej rozpoczęły przejmowanie odcinków granicy od pododdziałów Batalionów Celnych. W 1921 roku w Bojanowie stacjonował sztab 1 kompanii 18 batalionu celnego. 1 kompania celna wystawiła między innymi placówkę w Masłowie. Proces tworzenia Straży Celnej trwał do końca 1922 roku. Placówka Straży Celnej „Masłowo” weszła w podporządkowanie komisariatu Straży Celnej „Rawicz” z Inspektoratu SC „Leszno”.
W drugiej połowie 1927 roku przystąpiono do gruntownej reorganizacji Straży Celnej. W praktyce skutkowało to rozwiązaniem tej formacji granicznej. Ochronę północnej, zachodniej i południowej granicy państwa przejęła powołana z dniem 2 kwietnia 1928 roku Straż Graniczna.
Rozkazem nr 3 z 25 kwietnia 1928 roku w sprawie organizacji Wielkopolskiego Inspektoratu Okręgowego dowódca Straży Granicznej gen. bryg. Stefan Pasławski powołał komisariat Straży Granicznej „Rawicz”. Placówka Straży Granicznej I linii „Masłowo” znalazła się w jego strukturze.

## Funkcjonariusze placówki
Kierownicy placówki
| stopień    | imię i nazwisko, numer | okres pełnienia służby | kolejne stanowisko |
| ---------- | ---------------------- | ---------------------- | ------------------ |
| przodownik | Stefan Janiak (1394)   | był w 1926             |                    |

Obsada personalna placówki w 1926:
- przodownik Stefan Janiak (1394)
- strażnik Feliks Wojtyniak (184)
- strażnik Tomasz Chudziński (558)
- strażnik Stefan Nowak (976)
- strażnik Wojciech Mazurek (1848)
- strażnik Franciszek Mrówczyński (1443)
- strażnik Michał Włockal (2851)
- strażnik Jan Bartkowiak (1043)